# Abang Batu Dinding
Abang Batu Dinding is een bestuurslaag in het regentschap Bangli van de provincie Bali, Indonesië. Abang Batu Dinding telt 1519 inwoners (volkstelling 2010).